# Mary Barra

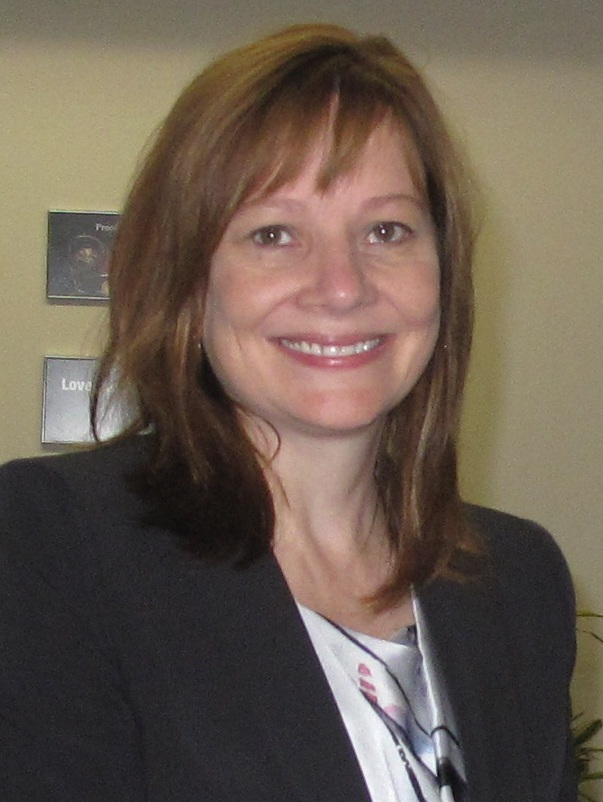
Mary Barra, 2014

Mary Teresa Barra (* 24. Dezember 1961 als Mary Teresa Makela in Waterford, Michigan) ist eine US-amerikanische Managerin. Sie löste im Januar 2014 Daniel Akerson als CEO bei General Motors ab, davor war sie Executive Vice President des Unternehmens. 2014 wählte das Time Magazine Barra zu einer der 100 einflussreichsten Führungspersönlichkeiten der Welt. Forbes listete sie 2016 als die fünfteinflussreichste Frau der Welt.

## Leben
Barras Eltern stammen aus Finnland. Ihr Vater arbeitete als Schlosser für Pontiac. Auch sie selbst begann ihre berufliche Tätigkeit 1981 bei Pontiac. Sie studierte Elektrotechnik am General Motors Institute (inzwischen in Kettering University umbenannt). 1990 folgte – mit einem Stipendium von General Motors – der Master of Business Administration an der Stanford Graduate School of Business. Nach 30-jähriger Tätigkeit im Unternehmen vor der Übernahme der Gesamtverantwortung als CEO leitete sie zuletzt die Produktentwicklung mit weltweiter Zuständigkeit, wobei sie für ein Budget von etwa 15 Milliarden US-Dollar verantwortlich war. Sie gehörte dem Aufsichtsrat des deutschen GM-Tochterunternehmens Adam Opel AG an.
2018 wurde sie in die National Academy of Engineering gewählt, 2024 zum Mitglied der American Academy of Arts and Sciences.
Barra ist verheiratet und hat zwei Kinder.